# Бад Лаухштет
Бад Лаухштет (њем. Bad Lauchstädt) општина је у њемачкој савезној држави Саксонија-Анхалт. Једно је од 29 општинских средишта округа Зале. Према процјени из 2010. у општини је живјело 9.445 становника. Посједује регионалну шифру (AGS) 15088025.

## Географски и демографски подаци
Бад Лаухштет се налази у савезној држави Саксонија-Анхалт у округу Зале. Општина се налази на надморској висини од 124 метра. Површина општине износи 85,4 km². У самом мјесту је, према процјени из 2010. године, живјело 9.445 становника. Просјечна густина становништва износи 111 становника/km².